# Chromatografia bibułowa

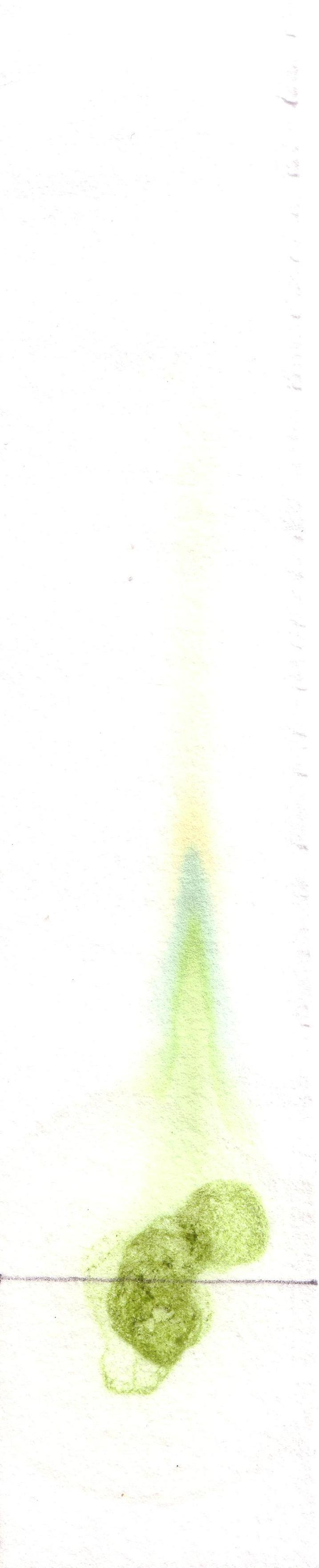
Chromatografia bibułowa ekstraktu roślinnego

Chromatografia bibułowa to rodzaj chemicznej techniki analitycznej, podtyp chromatografii cieczowej, w której fazę rozdzielczą stanowi specjalna bibuła o wysokiej czystości i określonych parametrach.
Technika ta bywa też stosowana do oczyszczania i identyfikacji mieszanin związków chemicznych.

## Mechanizm i techniki frakcjonowania
Prędkość ruchu poszczególnych składników rozdzielanej mieszaniny jest uzależniona od oddziaływań międzycząsteczkowych między związkami chemicznymi tworzącymi analizowaną próbkę a fazą rozdzielczą i rozpuszczalnikiem zwanym w tym przypadku eluentem.
Substancje rozdzielane nakrapia się punktowo przy dolnej krawędzi bibuły, po czym umieszcza się ją w komorze chromatograficznej zanurzoną na kilka milimetrów w eluencie, tak by nakropione substancje nie zostały zanurzone. Dzięki zjawisku występowania sił kapilarnych eluent stopniowo wznosi się po bibule ciągnąc za sobą z różną prędkością związki chemiczne tworzące analizowaną mieszaninę. Gdy czoło eluentu dotrze do górnej krawędzi bibuły rozdział jest zakończony. 
Ten etap analizy nazywany jest rozwijaniem chromatogramu. Dzięki różnicy prędkości wędrówki rozdzielanych związków chemicznych w momencie zakończenia analizy znajdują się one na bibule na różnych wysokościach względem czoła eluentu. 
Ze względu na kierunek przepływu eluentu przez bibułę chromatografię bibułową dzieli się na:
- wstępującą – prowadzoną w sposób opisany powyżej, tzn. z eluentem wędrującym po bibule z dołu do góry;
- spływową – w której bibuła jest nasączana od góry a eluent wędruje z góry do dołu; tego rodzaju chromatografia wymaga specjalnej konstrukcji komory chromatograficznej;
- krążkową – faza ruchoma nanoszona jest w sposób ciągły na środek krążka bibuły (ocena jakościowa).

## Wywoływanie chromatogramu i chromatografia preparatywna
Po zakończonym etapie rozwijania, gdy przebiegał on prawidłowo, rozdzielone związki tworzą na bibule obszary o kształtach zbliżonych do łez. Gdy rozdzielane związki są barwne, obszary te można bezpośrednio obserwować w świetle widzialnym lub przy innej długości fali, którą analizowane związki absorbują. W przypadku aromatycznych związków organicznych jest to najczęściej światło UV. Gdy związki nie są barwne działa się na chromatogram odpowiednimi odczynnikami, które reagują z analizowanymi związkami nadając im przy tym barwę. Najczęściej stosowanym odczynnikiem wywołującym są pary jodu.
W celu odzyskania rozdzielonych związków chemicznych można je wymyć z określonego fragmentu bibuły.
Jest to jednak dość uciążliwie i współcześnie raczej nie stosowane. Do preparatywnego rozdzielania związków stosuje się raczej chromatografię cienkowarstwową (TLC), lub preparatywną chromatografię kolumnową.